# Wilhelm Schur
Adolph Christian Wilhelm Schur, född den 15 april 1846 i Altona, död den 1 juli 1901 i Göttingen, var en tysk astronom.
Schur blev 1877 observator vid observatoriet i Strassburg och 1886 professor i astronomi och direktor för observatoriet i Göttingen. Han var en framstående observatör och utförde viktiga arbeten över stjärnhopar, dubbelstjärnor och stjärnparallaxer samt över planeten Jupiters massa och avplattning med mera.